# Ambroży (Zografos)
Ambroży, imię świeckie Aristotelis Zografos (ur. 15 maja 1960 na wyspie Egina) – grecki duchowny prawosławny, metropolita Korei.

## Życiorys
Święcenia diakońskie przyjął w 1985, a kapłańskie w 1991 r. 21 grudnia 2005 otrzymał chirotonię biskupią. 20 lipca 2008 intronizowany na metropolitę Korei.